# Kwaszyn
Kwaszyn – wieś sołecka w Polsce położona w województwie świętokrzyskim, w powiecie pińczowskim, w gminie Działoszyce.
W latach 1975–1998 miejscowość administracyjnie należała do województwa kieleckiego.

## Części wsi
| SIMC    | Nazwa       | Rodzaj    |
| ------- | ----------- | --------- |
| 0237423 | Obrytka     | część wsi |
| 0237430 | Okręglica   | część wsi |
| 0237446 | Pod Latosem | część wsi |

## Historia
Kwaszyn u Długosza (L.B. t.I s.518 i t.II s.65) Qwasszyn, wieś duchowna w ówczesnym powiecie stopnickim. Prepozyt skalbmierski miał tu trzy i pół łana kmiecego, 2 zagrodników, biskup krakowski 2 łany a kustosz skalbmierski 2 łany. Dziesięcinę ze wszystkich łanów pobierał biskup.
W wieku XIX Kwaszyn wieś w powiecie stopnickim, gminie Drożejowice i parafii Dzierążnia,

W 1827 r. wieś duchowna posiadała 10 domów, 103 mieszkańców.
Według spisu powszechnego z roku 1921 we wsi Kwaszyn było 40 domów, 272 mieszkańców.